# Карабаглы (Дагестан)
Карабаглы́ — село в Тарумовском районе Дагестана. Образует сельское поселение село Карабаглы как единственный населённый пункт в его составе.

## Географическое положение
Расположено в 8 километрах от районного центра села Тарумовка.

## Этимология
Название села связано с происхождением местных армян, которые поселились на российской территории ещё в конце XVIII века из территории современного Нагорного Карабаха, и с тюркских языков переводится как «карабаховец»․

## История
Село основано в 1797 армянами из Мушкурской и Дербентской провинций, переселившихся из этих провинций в связи с началом управления данных территорий иранскими вассалами.
В 1818 году по сведениям Кавказской казённой палаты, в селе Каржалинском проживало 153 семьи и 360 человек.
С началом Кавказской войны, большие надежды на поддержку её ведения возлагалось на казачество. С этой целью было принято решение «усилить» Терское казачье войско за счет жителей прилегающих к линии казённых поелений. Указом от 2 декабря 1832 г. жители Карабаглов вместе с другими армянскими селами Кизлярского отдела были причислены к казачьему сословию. Но сложивщийся хозяйственный быт армянских сел не предполагал возможность несения казачьей воинской повинности. По ходатайству жителей сел, в январе 185 года армяне были исключены из сословия. Однако исключение из сословия, автоматически лишало жителей сел, земли на которой они располагались. Поэтой причине, было принято решение о переселении жителей сел в город Святой Крест. В 1840 году 56 семей (397 человек) жителей села Карабаглы переселились в город Святой Крест. Но не все жители оказались готовы покинуть свои сады и виноградники, даже под угрозой наказаний. Такими оказались 200 семей из Карабаглов. Уход большей части экономически активного населения отрицательно сказался на продовольственном снабжении армии. И уже военное ведомство в спешном порядке приостановило переселения оставшейся части сельских армян, то есть карабаглинцев.
Население села в дореволюционный период занималось виноградством, хлебопашеством и разведением скота.
В 1930 году был создан колхоз имени XVI партсъезда, который просуществовал до 1963 года и занимался овцеводством, растениеводством и виноградарством.
Ныне является единственным селением на территории Дагестана, в котором армяне до сих пор составляют значительную часть населения.

## Образование
В 1875 году в селе была построена церковь, при которой в 1880 году открылась приходская школа. Обучение велось на армянском языке.
В 1929 году открыта начальная школа. В 1930 году построено школьное здание. Преподавание в школе до 1937 года велось на армянском языке, а русский язык был как предмет.
Современное здание школы построено в 1987 году.
С 1993 года средняя школа.

## Население
| 1889 | 1914 | 1926 | 1970 | 1989 | 2002 | 2010 |
| ---- | ---- | ---- | ---- | ---- | ---- | ---- |
| 529  | ↗605 | ↗633 | ↗770 | ↘764 | ↘743 | ↘702 |
| 2012 | 2013 | 2014 | 2015 | 2016 | 2017 | 2018 |
| ↘695 | ↗703 | ↗723 | ↗741 | ↘720 | ↗725 | ↗738 |
| 2019 | 2020 | 2021 | 2023 | 2024 | 2025 |      |
| ↗743 | →743 | ↗799 | ↗804 | ↗808 | ↗809 |      |

Национальный состав
По данным Всесоюзной переписи населения 1926 года:
| № | Национальность | Численность, чел. | Доля   |
| - | -------------- | ----------------- | ------ |
| 1 | армяне         | 629               | 99,4 % |
| 2 | русские        | 4                 | 0,6 %  |

По данным Всероссийской переписи населения 2010 года:
| Народ    | Численность, чел. | Доля от всего населения, % |
| -------- | ----------------- | -------------------------- |
| армяне   | 304               | 43,3 %                     |
| даргинцы | 275               | 39,2 %                     |
| русские  | 59                | 8,4 %                      |
| лакцы    | 30                | 4,3 %                      |
| другие   | 34                | 4,8 %                      |
| всего    | 702               | 100 %                      |

Гендерный состав
По данным переписи 2010 года 329 мужчин и 373 женщины из 702 человек.